# Cyrtorchis injoloensis
Cyrtorchis injoloensis är en orkidéart som först beskrevs av De Wild., och fick sitt nu gällande namn av Rudolf Schlechter. Cyrtorchis injoloensis ingår i släktet Cyrtorchis, och familjen orkidéer. Inga underarter finns listade i Catalogue of Life.